# Élections législatives malawites de 2014
Les élections législatives malawites de 2014 ont lieu le 20 mai 2014 afin d'élire les 193 députés de l'Assemblée nationale du Malawi.  Une élection présidentielle a lieu simultanément.

## Mode de scrutin
Le Malawi est doté d'un parlement monocaméral, l'Assemblée nationale, composé de 193 sièges pourvus tous les cinq ans au scrutin uninominal majoritaire à un tour dans autant de circonscriptions électorales.

## Résultats
|                           |                                     |           |       |       |        |               |  |  |  |
| Parti                     | Parti                               | Voix      | %     | +/-   | Sièges | +/-           |  |  |  |
|                           | Parti démocrate-progressiste (DPP)  | 1 133 402 | 21,98 | 18,09 | 51     | 63            |  |  |  |
|                           | Parti populaire (PP)                | 935 994   | 18,15 | Nv    | 26     | Nv            |  |  |  |
|                           | Parti du congrès du Malawi (MCP)    | 895 659   | 17,37 | 4.43  | 48     | 22            |  |  |  |
|                           | Front démocratique uni (UDF)        | 496 765   | 9,63  | 3.29  | 14     | 3             |  |  |  |
|                           | Mouvement du parti progressiste     | 33 817    | 0,66  | Nv    | 0      | en stagnation |  |  |  |
|                           | Alliance pour la démocratie (AFORD) | 31 907    | 0,62  | 0,26  | 1      | en stagnation |  |  |  |
|                           | Autres partis                       |           |       |       | 1      |               |  |  |  |
|                           | Indépendants                        | 1 530 485 | 29,68 | 0,56  | 52     | 20            |  |  |  |
|                           |                                     |           |       |       |        |               |  |  |  |
| Suffrages exprimés        | Suffrages exprimés                  | 5 157 292 | 98,57 |       |        |               |  |  |  |
| Votes blancs et invalides | Votes blancs et invalides           | 74 889    | 1,43  |       |        |               |  |  |  |
| Total                     | Total                               | 5 232 181 | 100   | -     | 193    | en stagnation |  |  |  |
| Abstentions               | Abstentions                         | 2 216 066 | 29,75 |       |        |               |  |  |  |
| Inscrits / participation  | Inscrits / participation            | 7 448 247 | 70,25 |       |        |               |  |  |  |